# دوردي لازيتش (كرة الماء)
دوردي لازيتش ( (بالصربية: Ђорђе Лазић)‏؛ من مواليد 19 مايو 1996) هو لاعب كرة ماء صربي. كان عضوًا في فريق كرة الماء الوطني الصربي للرجال الذي فاز بميدالية ذهبية في دورة الألعاب الأولمبية الصيفية لعام 2020.